# عبدالسلام بوسری
عبدالسلام بوسری (انگلیسی: Abdeslam Bousri؛ زادهٔ ۲۸ ژانویهٔ ۱۹۵۳) بازیکن فوتبال اهل الجزایر بود.
از باشگاه‌هایی که در آن بازی کرده‌است می‌توان به باشگاه فوتبال مولودیه الجزایر اشاره کرد.
وی همچنین در تیم ملی فوتبال الجزایر بازی کرده‌است.